# 藤久
藤久株式会社（ふじきゅう、英: Fujikyu Corporation）は、愛知県名古屋市名東区に本社を置く日本の企業である。ジャパンクラフトホールディングス株式会社の子会社。
中部地方等において手芸専門店クラフトハートトーカイを展開する。

## 概要
手芸用品の通信販売業も営む。
社名の由来は創業者である後藤久一より藤と久の2文字をとったものである。
なお、同社の名称と読み方が同じ「富士急」の通称で知られる富士急行との関連は無い。

## 沿革
- 1952年（昭和27年） - 後藤久一が後藤縫糸を創業[広報 1]。
- 1961年（昭和36年）3月1日 - 「藤久株式会社」を設立[1][広報 1]。
- 1968年（昭和43年）7月 - 手芸専門店のチェーン展開を開始[1]。
- 1980年（昭和55年）9月 - 手芸用品の通信販売業を開始[1]。
- 1994年（平成6年）4月 - 株式を店頭公開[1][広報 1]。
- 2003年（平成15年） - 東京証券取引所、名古屋証券取引所各2部上場[広報 1]。
- 2013年（平成25年）5月30日 - 東京証券取引所、名古屋証券取引所各1部指定替え[広報 1][広報 3]。
- 2020年（令和2年）5月 - キーストーン・パートナース傘下の鈴蘭合同会社が第三者割当増資を引き受け、筆頭株主となる。
- 2021年（令和3年）
  - 2月15日 - 株式会社エポック社および株式会社マスターピースと業務提携契約を締結[広報 4]。
  - 5月13日 - 株式会社日本ヴォーグ社と業務提携契約を締結[広報 5]。
  - 9月28日 - 監査等委員会設置会社に移行[広報 6]。
  - 11月10日 - GMOペパボ株式会社と業務提携契約を締結[広報 7]。
  - 12月29日 - 東京証券取引所市場第一部及び名古屋証券取引所市場第一部上場廃止[3]。
- 2022年（令和4年）
  - 1月4日 - 株式移転により藤久ホールディングス株式会社（現：ジャパンクラフトホールディングス株式会社）を設立[広報 8]。

## 展開店舗
クラフトパークトーカイ、クラフトワールド、クラフトパーク、クラフトループ及びサントレームの店舗数は、全国に合計419店舗（2020年（令和2年）6月30日現在）。

### 広報資料・プレスリリースなど一次資料
1. 1 2 3 4 5 6 7 8 9 10 11  “有価証券報告書 ‐ 第60期”.  EDINET. 2021年3月21日閲覧。
2. ↑  “藤久の会社の名前の由来とは？”.   マイナビニュース. 2015年7月6日閲覧。[リンク切れ]
3. ↑  “東証・名証一部指定記念の株主優待に関するお知らせ” (PDF).   藤久株式会社. 2015年7月6日閲覧。
4. ↑  “株式会社エポック社及び株式会社マスターピースとの業務提携に関するお知らせ” (PDF).   藤久株式会社 (2021年2月15日). 2021年9月22日閲覧。
5. ↑  “株式会社日本ヴォーグ社との業務提携に関するお知らせ” (PDF).   藤久株式会社 (2021年5月13日). 2021年9月22日閲覧。
6. ↑  “監査等委員会設置会社への移行、定款一部変更及び監査等委員会設置会社への移行後の役員人事に関するお知らせ” (PDF).   藤久株式会社 (2021年8月19日). 2021年9月22日閲覧。
7. ↑  “手芸販売専門店「クラフトハートトーカイ」を運営する藤久とハンドメイドマーケット「minne byGMOペパボ」を 運営するGMOペパボが業務提携” (PDF).   藤久株式会社 (2021年11月10日). 2021年11月11日閲覧。
8. ↑  “単独株式移転による持株会社設立に関するお知らせ” (PDF).   藤久株式会社 (2021年8月19日). 2021年9月22日閲覧。